# Фаворская, Полина Владимировна
Поли́на Влади́мировна Фаво́рская (настоящая фамилия — Налива́лкина, род. 21 ноября 1991, Волгоград), также известная под сценическим псевдонимом FAVLAV, — российская певица, телеведущая, бывшая участница группы Serebro.

## Творчество

### Serebro (2014—2017)
15 мая 2014 года Елена Темникова по состоянию здоровья покинула группу Serebro, досрочно разорвав контракт с продюсерским центром Максима Фадеева. Её временно заменила экс-участница коллектива Анастасия Карпова, позже на место Темниковой была приглашена Полина Фаворская. Первая встреча Фаворской с Serebro состоялась в 2012 году на реалити-шоу «Каникулы в Мексике-2».
Дебютной работой девушки в группе стала песня «Не надо больнее», вышедшая в сентябре 2014 года.
5 июня 2015 года вышел англоязычный сингл «Kiss». 18 июня 2015 года была выпущена песня «Перепутала».
19 февраля 2016 года вышел клип на песню «Отпусти меня».
23 июня 2016 года вышел третий студийный альбом Serebro «Сила трёх» — единственный альбом группы, записанный с участием Фаворской.
27 июня 2016 года вышел англоязычный сингл «Chocolate».
17 августа был представлен сингл «Сломана». 19 декабря 2016 года — англоязычный сингл «My money».
29 марта 2017 года было представлено Mood Video (неофициальный клип) на песню «Пройдёт»
14 июля 2017 года вышла песня «Между нами любовь».
28 августа 2017 года Полина Фаворская объявила о своём уходе из группы. Причиной этого решения было названо желание заняться саморазвитием. Песня «В космосе» стала символичным прощанием с девушкой. Последний клип с участием Полины в Serebro на песню «Новый год», с приходом уже другой участницы, вышел 1 января 2018 года.

### Сольная карьера

#### Под псевдонимом FAVLAV (2018—2023)
Взяв псевдоним FAVLAV, в октябре 2018 года выпустила дебютный клип «Песок». 22 февраля 2019 года вышел второй сингл «Урод». В июле того же года вышел третий сингл «Неверленд». 1 мая 2020 года состоялся релиз дебютного сольного альбома «Синдром отмены». 4 сентября 2020 года была выпущена композиция «Самая лучшая песня». 12 марта 2021 года вышел клип на песню «Нтл». 31 мая того же года вышел клип на песню «Откровения».

#### LAVBLAST (с 2023)
18 октября 2023 года Полина вместе с Наташей Баймешевой (Бай) открывают электронный проект под названием «LAVBLAST».
20 октября 2023 года выпускают первую песню «Небо» из будущего альбома.
27 октября 2023 выпускают первый альбом «Небо», куда вошло 9 песен.
29 декабря 2023 выпускают дуэтную песню «Отпускаю тебя» с Оксаной Почепой (Акула).
26 апреля 2024 выходит трек «Я мечтаю» совместно с DJ Stonik1917.

## Дискография

### Альбом
| Оценки критиков | Оценки критиков |
| Источник        | Оценка          |
| --------------- | --------------- |
| InterMedia      | [ 18 ]          |

| Название         | Подробности                                                        |
| ---------------- | ------------------------------------------------------------------ |
| «Синдром отмены» | - Релиз: 1 мая 2020 - Лейбл: FAVLAV - Формат: цифровая дистрибуция |

### Синглы

#### FAVLAV
| Год  | Название                                                                     | Примечания                                                          |
| ---- | ---------------------------------------------------------------------------- | ------------------------------------------------------------------- |
| 2018 | «Песок»                                                                      | цифровой сингл, 26 окт. 2018                                        |
| 2019 | «Урод»                                                                       | цифровой сингл, 22 фев. 2019                                        |
| 2019 | «Неверленд»                                                                  | цифровой сингл, 26 июля 2019; песня вошла в альбом «Синдром отмены» |
| 2020 | «Самая лучшая песня»                                                         | цифровой сингл, 4 сен. 2020                                         |
| 2021 | «Откровения»                                                                 | цифровой сингл, 22 янв. 2021                                        |
| 2021 | «Нтл»                                                                        | цифровой сингл, 12 мар. 2021                                        |
| 2021 | «Плод» (P. Pat & Favlav)                                                     | цифровой сингл, 24 сен. 2021                                        |
| 2021 | «Глубже»                                                                     | цифровой сингл, 15 окт. 2021                                        |
| 2022 | «Вечно молодой» (OST «Сёстры») (кавер на песню гр. «Смысловые галлюцинации») | цифровой сингл, 28 янв. 2022                                        |
| 2022 | «Бездна»                                                                     | цифровой сингл, 22 июл. 2022                                        |
| 2023 | «Грустная принцесса»                                                         | цифровой сингл, 26 мая. 2023                                        |
| 2023 | «Ночь»                                                                       | цифровой сингл, 30 июн. 2023                                        |
| 2023 | «Путь» (P. Pat & Favlav)                                                     | цифровой сингл, 15 сен. 2023                                        |

### Гостевое участие
| Год  | Название | Другой исполнитель | Альбом  |
| ---- | -------- | ------------------ | ------- |
| 2021 | Плод     | P. Pat             | Холод   |
| 2023 | S.O.S    | Tanya Tekis        | Paprika |

### Альбом
| Название | Подробности                                                            |
| -------- | ---------------------------------------------------------------------- |
| «Небо»   | - Релиз: 27 октября 2023 - Лейбл: СТВОЛ - Формат: цифровая дистрибуция |

### Синглы

#### LAVBLAST
| Год  | Название        | Примечания                                                        |
| ---- | --------------- | ----------------------------------------------------------------- |
| 2023 | «Небо»          | цифровой сингл, 20 окт. 2023; песня вошла в альбом «Небо»         |
| 2023 | «Не спеши»      | цифровой сингл, 27 окт. 2023; песня вошла в альбом «Небо»         |
| 2023 | «Дождь»         | цифровой сингл, 27 окт. 2023; песня вошла в альбом «Небо»         |
| 2023 | «Вечерело»      | цифровой сингл, 27 окт. 2023; песня вошла в альбом «Небо»         |
| 2023 | «ТБМС»          | цифровой сингл, 27 окт. 2023; песня вошла в альбом «Небо»         |
| 2023 | «Картинка тебя» | цифровой сингл, 27 окт. 2023; песня вошла в альбом «Небо»         |
| 2023 | «Враг»          | цифровой сингл, 27 окт. 2023; песня вошла в альбом «Небо»         |
| 2023 | «Кто ты такой»  | цифровой сингл, 27 окт. 2023; песня вошла в альбом «Небо»         |
| 2023 | «Зима»          | цифровой сингл, 27 окт. 2023; песня вошла в альбом «Небо»         |
| 2023 | «Отпускаю тебя» | цифровой сингл, 29 дек. 2023; совместно с Оксаной Почепой (Акула) |

### Гостевое участие
| Год  | Название | Другой исполнитель | Альбом               |
| ---- | -------- | ------------------ | -------------------- |
| 2024 | Я мечтаю | DJ Stonik1917      | Весна (макси-синглы) |

## В составе группы Serebro

#### Альбом
- «Сила трёх» (2016)

## Видеография

### Сольно
| Год  | Клип                                                  | Режиссёр                        |
| ---- | ----------------------------------------------------- | ------------------------------- |
| 2018 | «Песок» (Lyric Video)                                 | Не указан                       |
| 2019 | «УРОД»                                                | Влад Конышев / Полина Фаворская |
| 2019 | «Неверленд»                                           | Не указан                       |
| 2020 | «Непокой, голоса в голове» (совместно с Daniel Shake) | Не указан                       |
| 2020 | «Тони»                                                | Не указан                       |
| 2021 | «Нтл»                                                 | Не указан                       |
| 2021 | «Откровения»                                          | Полина Фаворская                |
| 2021 | «Глубже»                                              | Влад Конышев                    |
| 2022 | «Бездна»                                              | Влад Неткачёв                   |

## Телевидение
- В 2015—2017 годах была ведущей «Муз-ТВ Чарта» совместно с другими участницами группы Serebro[19]. В марте 2021 снова стала ведущей этого хит-парада.
- С февраля 2019 по март 2021 года вела «Русский чарт» на ТНТ Music[20].

## Премии и номинации
| Год  | Премия             | Категория   | Номинант | Результат | Ист.   |
| ---- | ------------------ | ----------- | -------- | --------- | ------ |
| 2020 | Jager Music Awards | Live Россия | FAVLAV   | Победа    | [ 21 ] |